# Sergej Andrejevskij
Sergej Arkadjevitj Andrejevskij (ryska: Сергей Аркадьевич Андреевский), född 29 december 1847 i Jekaterinoslavs guvernement, död 9 november 1918 i Sankt Petersburg, var en rysk lyriker och estetisk kritiker.
Utgången ur Aleksandr Pusjkins lyriska skola, uppvisade han en stark pessimistisk grundstämning med utpräglad individualitet, som dock efter hand påverkades av utlandets moderna poesi, särskilt den franska. Såsom formtalang betraktades Andrejevskij som en av det unga Rysslands bästa lyriker. Hans första diktsamling utkom 1886.